# ボブ・バーグ
ボブ・バーグ（Bob Berg、1951年4月7日 - 2002年12月5日）は、アメリカのジャズ・サクソフォーン奏者。

## 略歴
ボブ・バーグはクラシック・ピアノの勉強を始めた6歳から音楽教育を受け始めた。13歳でサックスの演奏を開始。学校を出てツアーに行くようになるまでに、舞台芸術の高校とジュリアード音楽院で学んだ。バーグは1964年から1967年の終わりにかけてのジョン・コルトレーンの音楽に影響を受けている。
ハードバップ・スクールの学徒であったバーグは、1973年から1976年までホレス・シルヴァーと、1977年から1983年までシダー・ウォルトンと演奏した。1984年にマイルス・デイヴィス・バンドに参加したときに、バーグはより広く認知されるようになった。1987年にデイヴィスのバンドを離れた後、バーグは一連のソロ・アルバムをリリースし、ギタリストのマイク・スターンと一緒のグループで頻繁に演奏およびレコーディングを行った。これらのアルバムでは、ファンク、ジャズ、さらにはカントリー・ミュージックを、他の多種多様な作曲要素と組み合わせてアルバムを制作して、より入り込みやすいスタイルの音楽を演奏していった。彼はよく「7th Avenue South」というニューヨークにあるクラブで演奏していた。また、チック・コリア、スティーヴ・ガッド、エディ・ゴメスとのカルテットで一緒に演奏を行った。バーグのテナーサックス・サウンドは、ジュニア・ウォーカーやアーネット・コブなどのリズム・アンド・ブルース・プレーヤーと、ウェイン・ショーター、ジョー・ヘンダーソン、ジョン・コルトレーンの叙情性、知的な自由、魂を統合したものだった。
バーグはニューヨーク州イースト・ハンプトンで妻と一緒に自宅近くを運転中に交通事故で死亡した。彼の車に追突してきた人物は、セメント・トラックを運転しており、氷の上を滑ってきたという。

## ディスコグラフィ

### リーダー・アルバム
- 『ニュー・バース』 - New Birth (1978年、Xanadu)
- Steppin' Live in Europe (1985年、Red)
- 『ボブ・バーグ短篇集』 - Short Stories (1987年、Denon)
- 『サイクル』 - Cycles (1988年、Denon)
- 『イン・ザ・シャドウズ』 - In the Shadows (1990年、Denon)
- 『バック・ロード』 - Back Roads (1991年、Denon)
- 『エンター・ザ・スピリット』 - Enter the Spirit (1993年、GRP)
- 『ヴァーチャル・リアリティー』 - Virtual Reality (1993年、Denon)
- 『リドルズ』 - Riddles (1994年、Stretch)
- 『あなたと夜と音楽と〜アナザー・スタンダード』 - Another Standard (1997年、Stretch)
- The JazzTimes Superband (2000年、Concord)
- The Meeting (2009年、Sound Hills)